# Marie Buresi
Marie Buresi, née le 9 novembre 1996 à Challans (Vendée), est une nageuse française dont la spécialité est le dos dans laquelle elle évolue sur différentes distances, 50 m, 100 m et 200 m, mais aussi le 200 m 4 nages.

## Biographie

### Ses débuts
Après avoir essayé différentes disciplines sportives telles que le basket ou bien la gymnastique, Marie Buresi s’est très rapidement tournée vers la natation à l’âge de 7-8 ans. Ses parents l’ont donc inscrite au club de Challans natation. Elle passera donc toute sa scolarité de la maternelle au lycée à Challans. Ses performances sportives réalisées dans le cadre des différentes compétitions l’amènent à rejoindre le pôle espoir de Brest en 2012 afin d’évoluer vers le plus haut-niveau. Elle restera licenciée au club de Challans natation pendant un an avant de s’affilier au club nautique brestois en 2013. Elle s'entraîne avec Morgan Dufour qui, en 2012, a permis à Charlotte Bonnet de remporter la médaille de bronze aux jeux olympiques de Londres. 

### Consécration
Lors des Championnats de France des moins de 18 ans à Chalon-sur-Saône en 2013, elle obtient quatre titres nationaux (50 m, 100 m, 200 m dos et 200 m 4 nages). Très rapidement, la jeune nageuse est alors considérée comme le nouvel espoir de la natation française. Grâce au rythme des entraînements du pôle espoir (près de 20 h par semaine), Marie Buresi a rapidement amélioré ses temps de référence, près de 10 s pour le 200 m dos.

### Palmarès
Meeting national 2014 à Saint-Nazaire
- 1re place aux 50 m dos (31 s 06)
- 1re place au 100 m dos (1 min 07 s 78)
- 1re place au 200 m dos (2 min 24 s 64)

Championnat de France élite 2013
- 7e au 50 m dos
- 5e au 200 m dos
- demi-finaliste au 200 m 4 nages

Championnat de France des moins de 18 ans 2013 à Chalon-sur-Saône
- Médaille d'or sur 50 m dos en 29 s 65
- Médaille d'or sur 100 m dos
- Médaille d'or sur 200 m dos en 2 min 17 s 46
- Médaille d'or sur 200 m 4 nages

Championnat de France élite petit-Bassin 2013 à Dijon
- Médaille d'argent sur 200 m dos
- Médaille d'or 200 m dos en catégorie jeunes 14-18 ans
- Médaille de bronze sur le 100 m dos en catégorie jeunes 14-18 ans

Championnat de France N2, grand bassin en 2012 à Béthune
- Médaille d'or sur 50 m dos
- 1re place finale B 200 m dos
- 5e place 100 m dos

Championnat de France N2, grand bassin en 2011
- 7e au 50 m dos
- 7e 200 m dos